# Calopăr (gmina)
Calopăr – gmina w Rumunii, w okręgu Dolj. Obejmuje miejscowości Bâzdâna, Belcinu, Calopăr, Panaghia i Sălcuța. W 2011 roku liczyła 3723 mieszkańców.